# Oddziaływania boczne
Oddziaływania boczne w adsorpcji oznaczają oddziaływania między cząsteczkami adsorbatu (adsorbat-adsorbat) w przeciwieństwie do oddziaływań pionowych, oznaczających oddziaływania adsorbat-adsorbent. Oddziaływania boczne mogą być niespecyficzne (np. w izotermie Fowlera-Guggenheima lub izotermie Hilla-deBoera) lub specyficzne, np. o charakterze wiązań wodorowych lub asocjacji cząsteczek jak w przypadku izotermy Kisielewa.